# Sphoeroides tyleri
Sphoeroides tyleri е вид лъчеперка от семейство Tetraodontidae. Видът не е застрашен от изчезване.

## Разпространение и местообитание
Разпространен е в Бразилия, Венецуела, Гвиана, Гренада, Колумбия, Панама, Сейнт Винсент и Гренадини, Суринам, Тринидад и Тобаго, Уругвай и Френска Гвиана.
Обитава крайбрежията на морета. Среща се на дълбочина от 10 до 35 m.